# Matelea nigra
Matelea nigra là một loài thực vật có hoa trong họ La bố ma. Loài này được (Decne.) Morillo & Fontella mô tả khoa học đầu tiên năm 1990.